# Sihlianska planina
Sihlianska planina je náhorní rovina ve Veporských vrších. Pojmenovaná je podle obce Sihla (890 m n. m.), Další obce na planině jsou Lom nad Rimavicou (1015 m n. m.), Drábské (960 m n. m.), Látky (830 m n. m.) a Detvianska Huta (821 m n. m.). Město Hriňová leží při západní hranici území. Nejvyšší vrch je Chocholná s výškou (1162 m n. m.)

## Polohopis
Planina je geomorfologický podcelek Veporských vrchů, která se nachází v centrální části Slovenska. Na severu a východě sousedí s Balockými vrchy, na jihu se nachází Cinobanské predhorie, na západě ostrožka a Detvianska kotlina a na severozápadě Vysoká Poľana a Detvianska predhorie. 
Na planině pramení Rimavica, Slatina, Ipeľ, Kamenistý potok a jejich menší přítoky. V západní části se nachází vodárenská nádrž Hriňová a velká část území spadá do chráněné krajinné oblasti Poľana.

## Turismus
Severním okrajem planiny vede  červeně značená Rudná magistrála ( Poľana - Hrb - Tlustý javor - Klenovský Vepor), celá oblast je však protkána množstvím turistických tras malé i větší náročnosti.  Celá planina s navazujícím územím je rovněž oblíbenou cykloturistickou oblastí.